# Южный административный округ
Ю́жный администрати́вный о́круг (ЮАО) — один из 12 административных округов города Москвы. Включает в себя 16 районов и является крупнейшим по населению округом города — 1 768 752 чел. (2024). Один из двух округов Москвы (вместе с Центральным), не имеющий территорий за пределами МКАД (не считая территории развязок МКАД с внешней стороны).
Код ОКАТО — 45 296 000 000.
На территории округа расположены станции Замоскворецкой, Серпуховско-Тимирязевской, Люблинско-Дмитровской, Большой Кольцевой линий метрополитена, а также станции «Шаболовская» и «Ленинский проспект» Калужско-Рижской линии и станция «Лесопарковая» Бутовской линии.

## Руководство префектуры
Префект Олег Александрович Панкратов назначен 15 января 2025 года. Ранее он занимал должность генерального директора АО «Москоллектор».
Первый заместитель префекта — Лариса Александровна Мартьянова.

## Об округе
Южный округ занимает площадь 131,177 км² — это 12,2 % территории Москвы. С севера он ограничен Ленинским проспектом, с юга — МКАД, с востока — долиной Москвы-реки, с запада — долиной реки Котловки и массивом Битцевского леса. В составе округа — 16 районов.
В округе проживают 1 709 тыс. жителей. При этом крупные районы Орехово-Борисово Южное, Бирюлёво Восточное, Чертаново Южное и другие, традиционно причисляемые к «спальным», соседствуют с промышленными районами.
Промышленное производство на юге Москвы возникло ещё в начале XVII века, а многие предприятия перешагнули столетний рубеж. В настоящий момент в округе работают 186 предприятий и организаций научно-промышленного комплекса, 16,5 тысяч малых и средних предприятий, на которых трудятся в общей сложности около 293 тысяч человек, а также 6116 предприятий потребительского рынка.
По территории Южного округа идут пять линий метро — Замоскворецкая, Серпуховско-Тимирязевская, Люблинско-Дмитровская, Большая кольцевая и Бутовская.
В Южном округе расположены 105 лечебно-профилактических учреждений. В округе расположены учреждений образования и культуры (театры, музеи, киноконцертные залы, библиотеки, выставочные залы, дворцы и дома культуры, студии).
На территории округа размещено спортивные объекты. Крытые катки работают в районах: Бирюлёво Западное — «Пингвин» и Зябликово — «Русь», построены и введены в эксплуатацию: бассейн на ул. Медынская, д. 9А (район Бирюлёво Западное), универсальные спортивные залы по адресам: ул. Лебедянская, д. 16 (район Бирюлёво Восточное), Чертановская улица, д. 59 (район Чертаново Южное), Россошанский проезд, д. 4, корп. 4 (район Чертаново Южное), ул. Дорожная, д. 44 (район Чертаново Южное), ул. Елецкая, д. 17 (район Орехово-Борисово Северное), Кавказский б-р, д. 16 (район Царицыно), ул. Донбасская, д. 6 (район Бирюлёво Восточное).
На сегодняшний день в округе функционируют 17 учреждений спортивной направленности системы Департамента физической культуры и спорта города Москвы, в которых работают 57 отделений по видам спорта, в которых на бюджетной основе занимаются на разных этапах подготовки 20654 детей и подростков.
По итогам 2012 года Южный административный округ занял 2 место в комплексном зачёте московских Спартакиад по месту жительства.
Природный комплекс округа включает в себя лесопарки, парки, скверы, бульвары, озеленённые территории, долины рек. На территории ЮАО расположено 72 водоёма.
Памятниками природы местного значения квалифицируются такие объекты как долина реки Городни, Аршиновский парк, усадьба Загорье, Шмелёвский и Царицынский ручьи с долинами. Царицынский парк занимает площадь свыше 100 гектаров — от района Царицыно до города Видное. Федеральное учреждение культуры «Государственный историко-архитектурный художественный и ландшафтный музей-заповедник „Царицыно“» преобразовано в учреждение культуры города Москвы (с тем же наименованием) и передано в государственную собственность города Москвы на основании распоряжения Правительства Российской Федерации от 25.02.2004 № 260-р. Другие достопримечательности округа: ансамбль историко-архитектурных памятников XVI—XIX веков «Донской монастырь»; одно из древнейших мест Москвы — музей-заповедник «Коломенское»; историко-архитектурный ансамбль XVI—XVIII веков «Симонов монастырь».
Много полезной информации о деятельности префектуры и управ районов публикуется на сайтах 16 районных и одной окружной газете «Южные горизонты» Архивная копия от 29 октября 2020 на Wayback Machine (она выходит и в печатном варианте).
В рамках проведения шефской работы Южный округ осуществляет шефство над кораблями ВМФ: Черноморский флот — БДК «Орск», Северный флот — АПЛ «Святой Даниил Московский», Балтийский флот — Учебный Центр береговых войск Балтийского флота.

## Население
| 2002       | 2009       | 2010       | 2012       | 2013       | 2014       | 2015       |
| ---------- | ---------- | ---------- | ---------- | ---------- | ---------- | ---------- |
| 1 593 065  | ↘1 572 626 | ↗1 716 808 | ↗1 729 743 | ↗1 739 361 | ↗1 754 613 | ↗1 760 813 |
| 2016       | 2017       | 2018       | 2019       | 2020       | 2021       | 2023       |
| ↗1 774 351 | ↗1 776 789 | ↗1 785 343 | ↗1 793 456 | ↗1 796 267 | ↘1 789 371 | ↘1 784 570 |
| 2024       |            |            |            |            |            |            |
| ↘1 768 752 |            |            |            |            |            |            |

### Национальный состав
По итогам переписи населения 2020 года проживали следующие национальности (национальности менее 0,1 % и другое, см. в сноске к строке «Другие»):
| Национальность | Численность, чел. | Доля     |
| -------------- | ----------------- | -------- |
| Русские        | 1 287 944         | 71,98 %  |
| Татары         | 11 531            | 0,64 %   |
| Украинцы       | 9028              | 0,50 %   |
| Армяне         | 8342              | 0,47 %   |
| Азербайджанцы  | 7365              | 0,41 %   |
| Узбеки         | 3973              | 0,22 %   |
| Грузины        | 3852              | 0,22 %   |
| Белорусы       | 2948              | 0,16 %   |
| Евреи          | 2904              | 0,16 %   |
| Таджики        | 2861              | 0,16 %   |
| Киргизы        | 2096              | 0,12 %   |
| Другие         | 446 527           | 24,96 %  |
| Итого          | 1 789 371         | 100,00 % |

## Религия

### Православное христианство
На территории округа находится около 20 православных храмов, входящих в состав Даниловского благочиния Московской городской епархии Русской православной церкви. Благочинный округа — протоиерей Олег Воробьев, настоятель Храма Троицы Живоначальной в Орехове-Борисове. Приходские храмы Даниловского благочиния также предписано окормлять викарию Московской епархии высокопреосвященному архиепископу Истринскому Арсению.
- Храм Троицы Живоначальной в Орехове-Борисове
- Храм иконы Божией Матери «Живоносный Источник» (Царицыно)
- Симонов монастырь
- Церковь Рождества Пресвятой Богородицы в Старом Симонове
- Храм святителя Николая в Сабурове
- Церковь Вознесения (Коломенское)

## Символика

### Описание гербовой эмблемы Южного округа Москвы
Щит наложен своей верхней частью на красный, мурованный золотом, фигурный зубец стены Московского Кремля. Над зубцом золотая лента с надписью красными буквами: «МОСКВА».
Щитодержатели: два золотых грифона, сидящие на башнях Фигурного моста музея — заповедника «Царицыно». Внизу золотая лента с надписью красными буквами: «ЮЖНЫЙ ОКРУГ».

### Объяснение символики гербовой эмблемы Южного округа Москвы
Серебряная волнистая узкая перевязь символизирует Москву-реку, протекающую по территории округа.
Золотая патриаршая митра в пурпурном поле символизирует связь духовной и светской жизни.
Серебряные ворота Свято-Данилова монастыря в зелёном поле символизируют первую, как в прошлом, так и в настоящем, обитель города Москвы, имеющую статус духовно-административного центра.
Два золотых грифона символизируют проходящую по территории округа дорогу в город Севастополь (в гербе которого изображены золотые грифоны).
Фигурный мост музея-заповедника «Царицыно» символизирует нахождение на территории округа крупнейшего исторического памятника — загородного дворца Екатерины II.

### Описание флага Южного округа Москвы
Флаг Южного административного округа представляет собой прямоугольное полотнище с соотношением ширины к длине как 2:3, диагонально разделённое снизу от древка белой волнистой полосой шириной в 2/15 ширины флага.
В верхней, прилегающей к древку, пурпурной части полотнища золотая патриаршая митра.
В нижней зелёной части полотнища серебряные ворота Свято-Данилова монастыря.
В щите московской формы левая серебряная волнистая узкая перевязь. В верхнем пурпурном поле золотая патриаршая митра. В нижнем зелёном поле серебряные ворота Свято-Данилова монастыря.

## История
В середине XIX века на территории нынешнего музея-заповедника «Коломенское» археологами была раскопана древнейшая стоянка человека, относящаяся к каменному веку. В 1864 году археологом Д. Я. Самоквасовым начались раскопки древнего городища первых веков нашей эры, у бывшего села Дьяково (Дьяковское), продолженные в 1889 году В. И. Сизовым. В результате этих раскопок возникла целая археологическая культура, получившая название Дьяковской.
В X веке на территории районов Нагатинского Затона, Братеева и районов Чертанова жили славяне-вятичи, из которых преимущественно и формировалось первое поселение Москвы.
Несмотря на опасность территории, на которой сейчас расположен Южный административный округ, она с давних времён привлекала человека. Именно отсюда, с юга, враги нападали на Русь и для защиты рубежей поселенцы начали строить мощные монастыри. Первым из них стал Свято-Данилов монастырь, основанный не позднее 1282 года московским князем Даниилом Александровичем.
В 1370 году у Брашевской дороги (позже Каширская дорога), которая шла на Коломну, был основан Симонов монастырь. А в 1591 году в ознаменование победы над ханом Казы-Гиреем появился Донской монастырь.
Позже рядом с монастырями и вдоль дорог (у которых прежде старались не селиться) стали возникать сёла и деревни: Верхние и Нижние Котлы, Сабурово, Нагатино, Котляково, Чертаново, Аннино, Бирюлёво, Покровское, Борисово, Орехово и другие. Все эти названия сохранились и по сей день в названиях районов, улиц, парков, станций метро и железной дороги.
Одним из первых поселений на территории ЮАО возникло село Коломенское, по преданию, основанное выходцами из Коломны, спасшимися от хана Батыя. Градостроительный ансамбль стал складываться позже, в XVI—XVII веках, вместе со знаменитым архитектурным ансамблем усадьбы Коломенское, строившейся как летняя резиденция великокняжеской, а затем царской семьи. Тогда же в этих местах появились настоящие шедевры зодчества, среди которых Церковь Вознесения Господня, внесённая ЮНЕСКО в список всемирного наследия, а в XVIII веке появился садово-парковый ансамбль в Царицыне.
Южный административный округ появился распоряжением мэра Москвы от 12 сентября 1991 года № 146-РМ «Об установлении временных границ муниципальных округов Москвы», изменившем территориальное деление города. Его нынешние границы определены в 1995 году, в соответствии с законом «О территориальном делении города Москвы».

## Районы
| №  | Название района           | Соответствующий муниципальный округ | Площадь, га | Население (на 01.01.2022), чел. | Плотность населения (на 01.01.2022), чел. / км² | Площадь жилого фонда (на 01.01.2020), тыс. м² | Жилплощадь на человека (на 01.01.2020), м²/чел. |
| -- | ------------------------- | ----------------------------------- | ----------- | ------------------------------- | ----------------------------------------------- | --------------------------------------------- | ----------------------------------------------- |
| 1  | Бирюлёво Восточное        | Бирюлёво Восточное                  | 1477,2      | ↘156 160                        | 10571.35                                        | 2122,2                                        | 14,7                                            |
| 2  | Бирюлёво Западное         | Бирюлёво Западное                   | 850,64      | ↘85 308                         | 10028.68                                        | 1183,2                                        | 13,2                                            |
| 3  | Братеево                  | Братеево                            | 763,0       | ↘101 271                        | 13272.74                                        | 1585,4                                        | 15,5                                            |
| 4  | Даниловский               | Даниловский                         | 1259,6      | ↘104 272                        | 8278.18                                         | 2847,4                                        | 31,7                                            |
| 5  | Донской                   | Донской                             | 572,85      | ↘51 291                         | 8953.65                                         | 1094                                          | 23,0                                            |
| 6  | Зябликово                 | Зябликово                           | 437,95      | ↗133 658                        | 30519.01                                        | 1879,21                                       | 14,5                                            |
| 7  | Москворечье-Сабурово      | Москворечье-Сабурово                | 930,15      | ↘86 969                         | 9350                                            | 1314,7                                        | 17,9                                            |
| 8  | Нагатино-Садовники        | Нагатино-Садовники                  | 817,0       | ↘83 390                         | 10206.85                                        | 960,4                                         | 12,8                                            |
| 9  | Нагатинский Затон         | Нагатинский Затон                   | 979,5       | ↗120 779                        | 12330.68                                        | 1848,8                                        | 16,2                                            |
| 10 | Нагорный                  | Нагорный                            | 541,61      | ↘77 073                         | 14230.35                                        | 1551,4                                        | 20,3                                            |
| 11 | Орехово-Борисово Северное | Орехово-Борисово Северное           | 767,16      | ↘124 886                        | 16279                                           | 1939,6                                        | 15,1                                            |
| 12 | Орехово-Борисово Южное    | Орехово-Борисово Южное              | 694,26      | ↘146 959                        | 21167.72                                        | 2149,7                                        | 14,8                                            |
| 13 | Царицыно                  | Царицыно                            | 843,44      | ↘119 021                        | 14111.38                                        | 1836,9                                        | 14,9                                            |
| 14 | Чертаново Северное        | Чертаново Северное                  | 540,16      | ↘109 640                        | 20297.69                                        | 1899,5                                        | 17,2                                            |
| 15 | Чертаново Центральное     | Чертаново Центральное               | 651,59      | ↘111 983                        | 17186.11                                        | 2907                                          | 26,0                                            |
| 16 | Чертаново Южное           | Чертаново Южное                     | 938,0       | ↘156 092                        | 16640.94                                        | 2192,77                                       | 15,4                                            |